# Wadimont
Wadimont (prononcé [wadimɔ̃]) est une commune associée de Chaumont-Porcien et une ancienne commune française, située dans le département des Ardennes en région Grand Est.
Elle est rattachée, par association, à la commune de Chaumont-Porcien, le 1er mai 1974, en même temps que la commune de Logny-lès-Chaumont.

## Géographie
La commune avait une superficie de 6,47 km2

## Histoire
Wadimont est érigée en une commune indépendante à partir du territoire de la commune de Rubigny, en 1793.
Par arrêté préfectoral du 22 avril 1974, la commune de Wadimont est rattachée le 1er mai 1974 à la commune de Chaumont-Porcien sous la forme d'une fusion-association, en même temps que la commune de Logny-lès-Chaumont.

## Administration

### Liste des maires
| Période                                  | Période | Identité | Étiquette | Qualité |
| ---------------------------------------- | ------- | -------- | --------- | ------- |
| Les données manquantes sont à compléter. |         |          |           |         |
|                                          |         |          |           |         |

### Liste des maires délégués
| Période                                  | Période | Identité           | Étiquette | Qualité |
| ---------------------------------------- | ------- | ------------------ | --------- | ------- |
| Les données manquantes sont à compléter. |         |                    |           |         |
| avant 2002                               | ?       | Jean-Claude Canard | DVD       |         |

## Démographie
| 1793 | 1800 | 1806 | 1821 | 1831 | 1836 | 1841 | 1846 | 1851 |
| ---- | ---- | ---- | ---- | ---- | ---- | ---- | ---- | ---- |
| 213  | 275  | 255  | 305  | 305  | 304  | 300  | 270  | 247  |

| 1856 | 1861 | 1866 | 1872 | 1876 | 1881 | 1886 | 1891 | 1896 |
| ---- | ---- | ---- | ---- | ---- | ---- | ---- | ---- | ---- |
| lac. | lac. | 234  | 238  | 225  | 239  | 230  | 215  | 209  |

| 1901 | 1906 | 1911 | 1921 | 1926 | 1931 | 1936 | 1946 | 1954 |
| ---- | ---- | ---- | ---- | ---- | ---- | ---- | ---- | ---- |
| 180  | 166  | 161  | 152  | 154  | 129  | 113  | 117  | 119  |

| 1962 | 1968 | 1975 | 1982 | 1990 | 1999 | 2008 | 2013 | - |
| ---- | ---- | ---- | ---- | ---- | ---- | ---- | ---- | - |
| 121  | 136  | -    | -    | 65   | 68   | 66   | 60   | - |

Histogramme

(élaboration graphique par Wikipédia)